# Jonathan Apphus
Jonathan Apphus, död 143 f.Kr, var regerande kung av Judeen ur mackabéernas ätt (Hasmoneiska dynastin) mellan 161 och 143 f.Kr. 